# Agallide
Agallide (in greco antico: Ἀγαλλίς?, Agallís; Corcira, III secolo a.C. – II secolo a.C.) è stata una grammatica greca antica.

## Biografia
Dalle citazioni su di lei, possiamo dedurne che fosse contemporanea di Aristofane di Bisanzioː infatti uno scolio ad Omero ed Eustazio menzionano un grammatico dal nome di Agallias, allievo proprio di Aristofane, da Corcira, che potrebbe essere una corruzione per "Agallide" o anche il nome di suo padre.

## Opere
Della sua produzione sono rimasti pochi frammenti riportati da Ateneo e da alcuni scolii all'Iliade.
Alcuni hanno ipotizzato da due passaggi in Suda che nel brano di Ateneo andrebbe letto "Anagallis", piuttosto che "Agallis".